# Rita Borges Machado Acatauassú Nunes
Rita Borges Machado Acatauassú Nunes (Igarapé-Miri, 6 de janeiro de 1844 - Belém, 14 de janeiro de 1893), esposa do Barão de Igarapé-Miri, desenvolveu um trabalho social na região onde nasceu.

## Biografia
Rita Borges Machado Acatauassú nasceu em Igarapé-Miri; filha do comendador Domingos Borges Machado Acatauassú e de dona Ana Teresa Gonçalves Acatauassú, aos oito dias de vida foi prometida em casamento a Antônio Gonçalves Nunes, advogado e político, ficando acordado que o noivo voltaria para se casar quando ela completasse 15 anos de idade.
A noiva viveu até a idade prevista na fazenda de seu pai, na localidade Barro Alto, próxima da sede do município. Foi então que Antonio Gonçalves Nunes retornou, para saber se a promessa seria cumprida, e recebendo a confirmação, foi apresentado à noiva e a data do casamento foi marcada. Após este, houve uma grande festa e a recém-casada foi morar com o marido numa propriedade deste, o Engenho São Domingos, localizado às margens do rio Maiauatá.
Rita Borges Machado Acatauassú Nunes teve três filhos (ou quatro, segundo outras fontes) com o barão de Igarapé-Miri. Consta que era de espírito apaziguador e desenvolveu um trabalho social junto às populações carentes da região.
Faleceu em Belém, aos 49 anos de idade.